# قهوه راکاموسا
قهوه راکاموسا که با نام‌های قهوه راسموزا و قهوه اینهامبانه نیز شناخته می‌شود، گونه‌ای از گیاهان گل‌دار از خانواده روناسیان است. به‌طور طبیعی قهوه‌ای کم کافئین بوده و کمتر از نیمی از کافئین موجود در قهوه عربیکا و یک چهارم میزان کافئین در قهوه روبوستا را داراست.
این قهوه بومی کمربند جنگلی ساحلی بین شمال کوازولو ناتال در آفریقای جنوبی و زیمبابوه است که در منطقه ای به وسعت کمتر از ۱۵۰ کیلومتر مربع (۵۸ مایل مربع) یافت می‌شود. این گیاه به‌طور گسترده توسط پرتغالی‌ها طی سال‌های ۱۹۶۰ تا ۱۹۷۰ در موزامبیک کشت شد. در حال حاضر تنها دو مزرعه باقی مانده، که در جزیره ایبو و در هلوهلووی واقع شده‌اند.

## کشت
قهوه راکاموسا یک درختچه با شاخه باز یا درخت کوچک است که تا بلندای ۳٫۵ متر (۱۱ فوت) رشد می‌کند. دارای گلهای منفرد سفید تا صورتی (با ۲ سانتیمتر (۱ اینچ) قطر) یا به صورت خوشه‌های چند گل در امتداد شاخه‌ها است که بین ماه‌های سپتامبر و فوریه شکوفه می‌دهد. شکل میوه تقریباً کروی است و در زمان رسیدن بنفش تا سیاه رنگ است. این میوه از طبیعت برداشت شده و برای استفاده محلی به عنوان قهوه مصرف می‌شود. اندازه دانه‌ها یک سوم دانه‌های عربیکا است. دانه‌ها برشته شده و پودر می‌شوند و سپس برای تهیه قهوه استفاده می‌شوند. گاهی هنگام برشته شدن روی آنها نمک می‌پاشند.

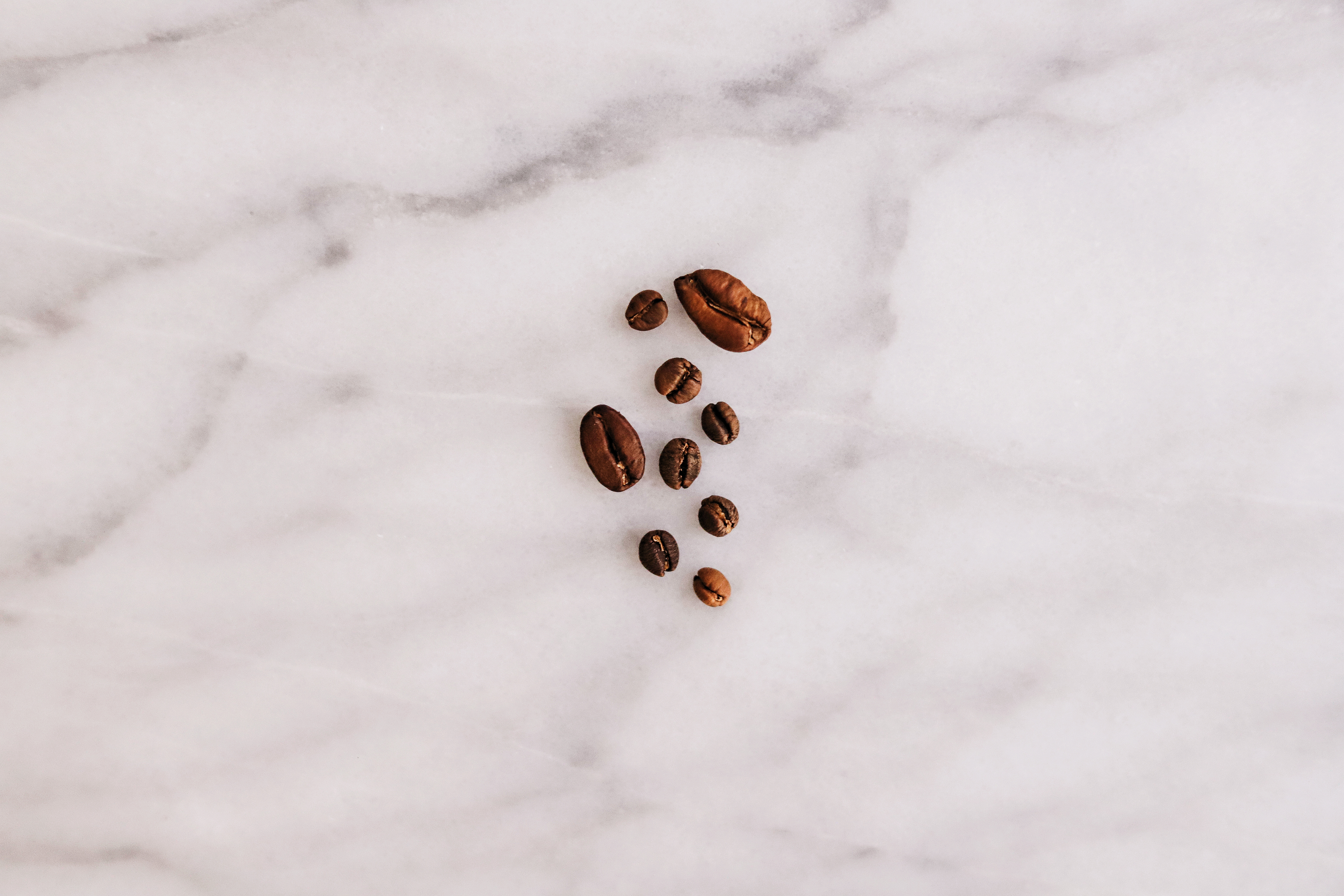
مقایسه بصری دانه‌های راکاموسا، لیبریکا و عربیکا